# Пацеля, Григорий Фёдорович
Григо́рий Фёдорович Паце́ля (28 августа 1914, Роскошная, Ставищенский район — 4 января 1999, Челябинск) — советский пожарный, полковник внутренней службы, начальник Управления пожарной охраны Челябинской области при МВД СССР (1955—1974).

## Биография

### Ранние годы
Григорий Пацеля родился 15 августа 1914 года в украинском селе Роско́шно Киевской губернии, в крестьянской семье. До 21 года пробовал себя в разных видах деятельности: чернорабочим, станочником, штукатуром, потом устроился пожарным в строительное управление № 3 Ленинградского треста жилищного строительства. 
В 1938 году окончил Ленинградский пожарный техникум НКВД СССР. 

### Служба в НКВД и МВД СССР
По окончании пожарного техникума Пацеля был направлен служить в Молдавию, где за три года успешной службы стал начальником Отдела пожарной охраны НКВД Молдавской ССР. С началом войны в июне 1941 года он возглавил и организовал эвакуацию личного состава и техники пожарной охраны в тыловые районы.
Возможно именно за эту эту операцию, проведённую в звании лейтенанта государственной безопасности, он получил в 1942 году свою первую медаль «За боевые заслуги».
С 1941 по 1948 годы Пацеля служил в Главном управлении пожарной охраны НКВД (после 1946 года — МВД) СССР, где организовывал и проводил ликвидацию пожаров, возникших в городе, в том числе (в военный период), в результате налётов авиации противника на Москву.
Окончил Высшую школу МВД СССР и в 1948 году был направлен в Челябинск на должность заместителя начальника Управления пожарной охраны Челябинской области при МВД СССР. В этой должности он служил до 1955 года, когда был назначен начальником управления и руководил им до своего выхода на пенсию в 1974 году. Вышел в отставку в звании полковника внутренней службы.

### Общественная деятельность
Пацеля неоднократно избирался в Челябинский городской Совет народных депутатов.
Он внёс вклад в развитие на Южном Урале пожарно-прикладного спорта. В 1959 году приказом МВД СССР были установлены звание «Мастер пожарно-прикладного спорта» и разрядные нормативы, начата работа Управлений пожарной охраны МВД СССР по созданию условий для развития этого вида спорта. В мае 1960 года по инициативе Пацели при поддержке директора ЧЭМК В. Н. Гусарова было начато строительство учебной башни на стадионе ЧЭМК (улица Российская) для проведения на нём зональных соревнований в 1961 году. Для организации соревнований их главным судьей был назначен Пацеля, а его заместителем стал А. Л. Каплан. Им обоим была присвоена 2-я судейская категория, что было необходимо для присвоения по итогам соревнований (при выполнении нормативов участниками) звания «Мастер пожарно-прикладного спорта».

### Смерть
Григорий Фёдорович Пацеля умер 4 января 1999 года в Челябинске, там же он и похоронен.

## Награды и звания
- Орден Трудового Красного Знамени (1971)[3]
- Орден Красной Звезды (1954)[3]
- Две медали «За боевые заслуги» (1942, 1945)[3]
- Медаль «За освоение целинных земель» (1957)[6]
- Медаль «В ознаменование 100-летия со дня рождения Владимира Ильича Ленина» (1970)[6]
- Заслуженный работник МВД СССР (1967)[3]

## Память
- Памяти Пацели посвящена мемориальная доска в Челябинске на фасаде здания Главного управления МЧС России по Челябинской области по адресу: улица Пушкина дом 68[7] (доска была открыта 30 апреля 2015 года)[3]